# Oleoduto Bacu-Tiblíssi-Ceyhan
O oleoduto Bacu-Tiblíssi-Ceyhan (BTC) leva petróleo de Bacu, no mar Cáspio, passando por Tiblíssi na Geórgia, até o porto de Yumurtalik, em Ceyhan, na porção do território da Turquia junto ao Mar Mediterrâneo.
Tem 1770 km de extensão, capacidade instalada para bombear até 1 milhão de barris de petróleo por dia, mas a média tem se situado em torno de 700 a 800 mil barris por dia nos últimos dois anos. Seu maior acionista é a British Petroleum.
O primeiro trecho do oleoduto está localizado entre a tradicional zona petrolífera de Bacu, no Azerbaijão e a Geórgia (trecho Bacu-Tiblíssi). Este trecho foi inaugurado em 2005, mas seu funcionamento comercial só teve incício em 2006 com a inauguração do seu trecho final em Ceyhan.
O território da Geórgia torna esse país, que não tem reservas significativas, importante na geopolítica dos oleodutos . Através do oleoduto Bacu-Tiblíssi-Ceyhan escoa parte do petróleo extraído da bacia do Cáspio, sem passar pelo território de países rivais dos Estados Unidos e seus aliados ocidentais da OTAN, como os territórios da Rússia e do Irã.
Dos 249 km do percurso do BTC que passam pelo território georgiano, 55 km atravessam a Ossétia do Sul.
O oleoduto já foi atacado, em seu trecho turco, por um atentado a bomba assumido pelo PKK, o grupo armado curdo que faz oposição ao governo da Turquia e pede a independência da região do Curdistão.
O oleoduto permaneceu intacto durante a guerra entre Russia e Geórgia em 2008, envolvendo as regiões da Ossétia do Sul e Abecásia (ver: Guerra na Ossétia do Sul em 2008).

## Ligações Externas
- (em português)"Contextualizando o conflito Rússia-Geórgia Pravda, 10 de agosto de 2008.
- (em inglês) "Russia skeptical about Baku-Tbilisi-Ceyhan pipeline". RIA Novosti, 2 de junho de 2005.